# Maside (kommun)
Maside är en kommun i Spanien.  Den ligger i provinsen Ourense i den autonoma regionen Galicien i nordvästra delen av landet, 400 km nordväst om huvudstaden Madrid. Antalet invånare är 2 742 (2024). Arean är 40,04 kvadratkilometer. Maside gränsar till Punxín, San Amaro, O Carballiño, San Cristovo de Cea och Amoeiro. 